# Haemaphysalis pospelovashtromae
Haemaphysalis pospelovashtromae är en fästingart som beskrevs av Harry Hoogstraal 1966. Haemaphysalis pospelovashtromae ingår i släktet Haemaphysalis och familjen hårda fästingar. Inga underarter finns listade i Catalogue of Life.